# Иван Ангелов (футболист)
Вижте пояснителната страница за други личности с името Иван Ангелов.
Иван Георгиев Ангелов е български футболист, защитник. Роден е на 10 януари 1992 г. Височина: 187 см, тегло: 70 кг. Юноша е на Кронос. Състезател е на Спартак (Пловдив) от 2006 г. Предишен отбор: Кронос. Ангелов е носител на златен медал от международно първенство провело се в Пловдив. Най-големият си успех постига през сезон 2008/2009 когато неговият Спартак завършва на трето място на републиканското първенство.